# Sabotaggio
Il sabotaggio è un atto compiuto generalmente in maniera nascosta allo scopo di recare danno a un'organizzazione politica, militare o civile attraverso manomissioni, ostruzionismo, danneggiamenti o distruzioni. Può essere finalizzato anche a turbare il normale svolgimento del lavoro all'interno di un'azienda, come atto di rappresaglia contro il datore di lavoro, attraverso il danneggiamento o la distruzione dei mezzi e dei locali destinati alla produzione e, per estensione, in ambito bellico, si intende ogni azione volta a recare danno a mezzi e impianti o intralciare la gestione delle attività del nemico.

Per estensione si intende ogni azione volta a ostacolare o ritardare la realizzazione di un progetto o l'effettuazione di un’attività e in tal modo potrebbe avvicinarsi al significato di ostruzionismo. Il nome proviene dalla rivoluzione industriale, quando i tessitori licenziati danneggiavano i telai a vapore, gettando negli ingranaggi i loro zoccoli di legno (sabots in lingua francese).

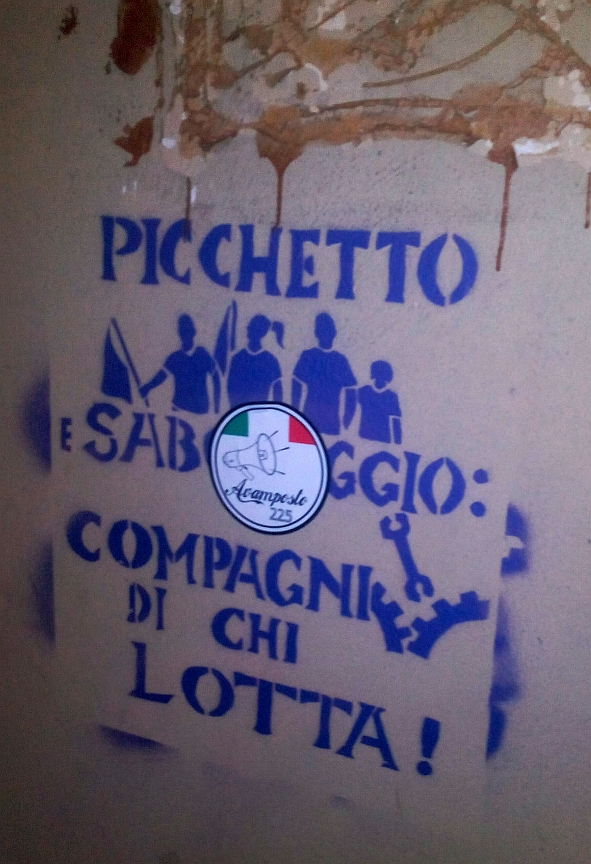
Stencil pro-sabotaggio.

In guerra la parola è usata per descrivere l'attività di un individuo o di un gruppo, in particolar modo quando le azioni portano alla distruzione o il danneggiamento di infrastrutture produttive o vitali come armamenti, fabbriche, dighe, servizi pubblici o magazzini. A differenza degli atti di terrorismo, le azioni di sabotaggio non hanno come obiettivo il maggior numero di morti, ma alcune non lo escludono.
Capitini, storico esponente radicale nonviolento, nel suo libro più noto non esita a qualificare come tecnica nonviolenta «l’assalto al funzionamento di un servizio, di un’industria, di un’impresa pubblica o privata, con danno o distruzione, e quindi oltre il limite della legalità […] quando non vi è nessun rischio per l’esistenza di esseri viventi».Tuttavia, possono esistere forme di sabotaggio che non escludono vittime, anche come conseguenza non cercata, ma in questo caso evidentemente non si caratterizzano per essere pacifiste non-violente .

## Etimologia
La parola inglese deriva dalla parola francese saboter; originariamente era usato per riferirsi a controversie di lavoro, in cui i lavoratori che indossavano scarpe di legno detti sabot interrompevano la produzione con diversi mezzi. Un resoconto popolare ma errato dell'origine del significato attuale del termine è la storia secondo cui i lavoratori poveri della città belga di Liegi avrebbero lanciato un sabot di legno nelle macchine per interrompere la produzione.
Una delle prime apparizioni di sabotatore nella letteratura francese è nel Dictionnaire du Bas-Langage ou manières de parler usitées parmi le peuple di d'Hautel, edito nel 1808. In esso la definizione letterale è "fare rumore con i sabot". La parola sabotaggio compare solo più tardi.
La parola sabotaggio si trova nel 1873–1874 nel Dictionnaire de la langue française di Émile Littré. Qui viene definito principalmente 'fare sabot, fabbricante di sabot'. È alla fine del 19º secolo che si cominciò davvero ad essere usato con il significato di 'distruggere deliberatamente e maliziosamente la proprietà' o 'lavorare più lentamente'. Nel 1897, Émile Pouget, famoso sindacalista e anarchico scrisse "action de saboter un travail" ("azione di sabotaggio o pasticcio di un'opera") in Le Père Peinard e nel 1911 scrisse anche un libro intitolato Le Sabotage.

## Come azione sindacale

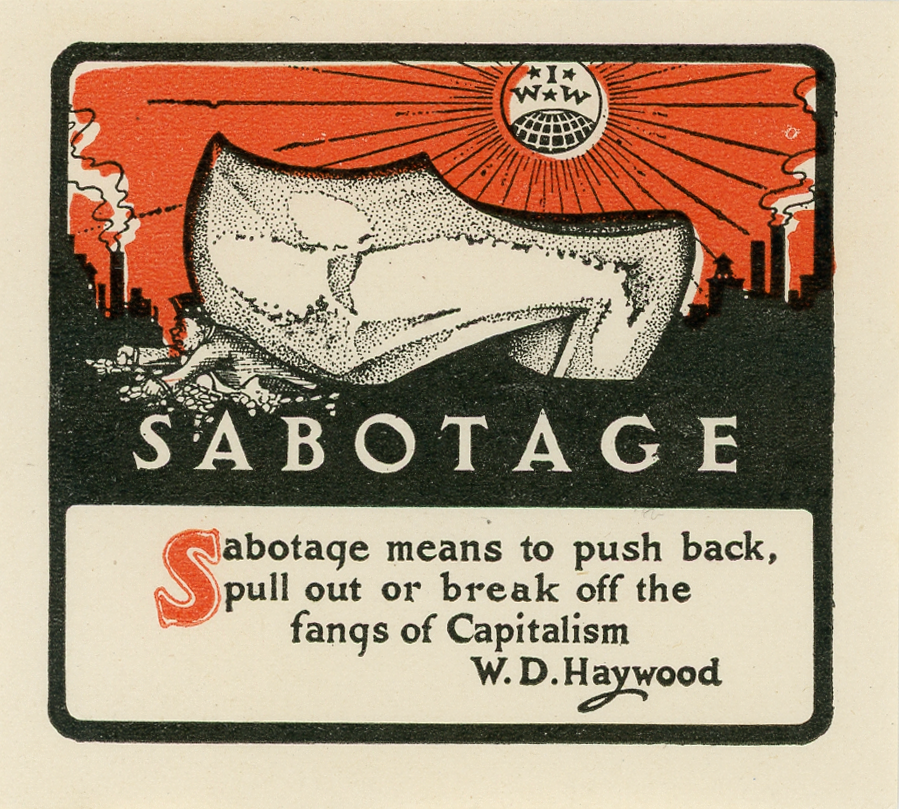
«Sabotaggio significa respingere, cavare o spezzare le zanne del Capitalismo». Manifesto con citazione del sindacalista statunitense W. D. Haywood.

All'inizio della rivoluzione industriale, lavoratori qualificati come i luddisti (1811–1812) usarono il sabotaggio come mezzo di negoziazione nelle controversie di lavoro.
I sindacati come gli Industrial Workers of the World (IWW) hanno sostenuto il sabotaggio come mezzo di autodifesa e azione diretta contro condizioni di lavoro ingiuste.
L'IWW è stato modellato in parte dalla filosofia del sindacalismo industriale di Big Bill Haywood e nel 1910 Haywood fu esposto al sabotaggio durante i tour in Europa:
Per gli IWW, il significato di sabotaggio si è ampliato per includere l'uso originale del termine: qualsiasi ritiro di efficienza, incluso il rallentamento, lo sciopero, il pasticcio creativo di incarichi di lavoro.
Uno degli esempi più gravi è stato nel cantiere della Robert-Bourassa Generating Station nel 1974, in Québec, in Canada, quando i lavoratori hanno usato bulldozer per rovesciare generatori elettrici, serbatoi di carburante danneggiati e incendi di edifici. Il progetto è stato ritardato di un anno e il costo diretto del danno stimato in 2 milioni di CAD. Le cause non erano chiare, ma sono stati citati tre possibili fattori: rivalità tra i sindacati, cattive condizioni di lavoro e la percepita arroganza dei dirigenti americani dell'appaltatore, la Bechtel Corporation.

## Come azione ambientale
Alcuni gruppi si rivolgono alla distruzione della proprietà per fermare la distruzione ambientale o per attirare l'attenzione contro forme di tecnologia moderna che considerano dannose per l'ambiente. Il Federal Bureau of Investigation (FBI) degli Stati Uniti e altre forze dell'ordine usano il termine eco-terrorista quando applicato ai danni alla proprietà. I fautori sostengono che poiché la proprietà non può provare terrore, il danno alla proprietà è descritto più accuratamente come sabotaggio. Gli oppositori, al contrario, sottolineano che i proprietari e gli operatori immobiliari possono davvero provare terrore. L'immagine della chiave inglese lanciata nelle parti mobili di una macchina per impedirne il funzionamento è stata resa popolare da Edward Abbey nel romanzo The Monkey Wrench Gang ed è stato adottato dagli eco-attivisti per descrivere la distruzione di macchinari dannosi per la terra.
L'ELF ha utilizzato tattiche di sabotaggio spesso in coordinamento con altri movimenti di attivisti ambientali per ritardare o distruggere fisicamente le minacce alle terre selvagge mentre la volontà politica si sviluppava per proteggere le aree selvagge che l'ELF mirava di sabotare. Il tema del sabotaggio come azione ambientale è stato sviluppato da Andreas Malm nel suo saggio How to Blow Up a Pipeline: Learning to Fight in a World on Fire (2021).

## Come tattica di guerra
In guerra, il termine è usato per descrivere l'attività di un individuo o di un gruppo non associato ai militari delle parti in guerra, come un agente straniero o un sostenitore indigeno, in particolare quando le azioni comportano la distruzione o il danneggiamento di strutture vitali, come attrezzature, fabbriche, dighe, servizi pubblici, impianti di stoccaggio o rotte logistiche. Primi esempi di tale sabotaggio sono gli eventi di Black Tom e l'esplosione di Kingsland. Come le spie, i sabotatori che conducono un'operazione militare in abiti civili o uniformi nemiche sono soggetti a procedimenti giudiziari e sanzioni penali invece della detenzione come prigionieri di guerra. È comune per un governo al potere durante la guerra o per i sostenitori della politica di guerra usare il termine liberamente contro gli oppositori. Allo stesso modo, i nazionalisti tedeschi hanno parlato di una pugnalata alla schiena che è costata loro la perdita della prima guerra mondiale.
Una forma moderna di sabotaggio è la distribuzione di software destinati a danneggiare specifici sistemi industriali. Ad esempio, la Central Intelligence Agency (CIA) degli Stati Uniti avrebbe sabotato un gasdotto siberiano durante la Guerra Fredda, utilizzando le informazioni del dossier Farewell. Un caso più recente potrebbe essere il worm Stuxnet, progettato per infettare e danneggiare sottilmente specifici tipi di apparecchiature industriali. Sulla base dell'attrezzatura presa di mira e della posizione delle macchine infette, gli esperti di sicurezza ritengono che si sia trattato di un attacco al programma nucleare iraniano da parte di Stati Uniti e Israele o, secondo alcuni, anche da parte della Russia.
Il sabotaggio, se fatto bene, è intrinsecamente difficile da rilevare e difficile da far risalire alla sua origine. Durante la seconda guerra mondiale, il Federal Bureau of Investigation (FBI) degli Stati Uniti ha indagato su 19.649 casi di sabotaggio e ha concluso che il nemico non ne aveva causato nessuno.
Il sabotaggio in guerra, secondo il manuale dell'Office of Strategic Services (OSS), varia da colpi di scena altamente tecnici che richiedono una pianificazione dettagliata e operatori appositamente addestrati, a innumerevoli semplici atti che i normali cittadini-sabotatori possono compiere. Il semplice sabotaggio viene effettuato in modo tale da comportare un minimo pericolo di lesioni, scoperta e rappresaglia. Esistono due metodi principali di sabotaggio; distruzione fisica e "elemento umano". Mentre la distruzione fisica come metodo è auto-esplicativo, i suoi obiettivi sono sfumati, riflettendo oggetti a cui il sabotatore ha accesso normale e poco appariscente nella vita di tutti i giorni. L'"elemento umano" si basa su opportunità universali di prendere decisioni sbagliate, di adottare un atteggiamento non collaborativo e di indurre gli altri a seguirne l'esempio.
Ci sono molti esempi di sabotaggio fisico in tempo di guerra. Tuttavia, uno degli usi più efficaci del sabotaggio è contro le organizzazioni. Il manuale OSS fornisce numerose tecniche sotto il titolo «Interferenza generale con le organizzazioni e la produzione»:
- Quando possibile, riferire tutte le questioni ai comitati per "ulteriori studi e considerazioni". Tentativo di rendere i comitati il più grandi possibile, mai meno di cinque
- Solleva le questioni irrilevanti il più frequentemente possibile.
- Contrattare su formulazioni precise di comunicazioni, verbali, risoluzioni.
- Nell'effettuare incarichi di lavoro, disconnetti sempre prima i lavori non importanti, assegna i lavori importanti a lavoratori inefficienti con macchine scadenti.
- Insistere sul lavoro perfetto in prodotti relativamente poco importanti; rispedire per la rifinitura quelli con il minimo difetto. Approvare altre parti difettose i cui difetti non sono visibili ad occhio nudo.
- Per abbassare il morale e, con esso, la produzione, siate piacevoli ai lavoratori inefficienti; dare loro promozioni immeritate. Discriminare i lavoratori efficienti; lamentarsi ingiustamente del loro lavoro.
- Tenere riunioni quando c'è da fare più lavoro critico.
- Moltiplica le procedure e le autorizzazioni coinvolte nell'emissione di istruzioni, buste paga e così via. Vedi che più persone devono approvare tutto ciò che uno farebbe.
- Diffondere voci inquietanti che suonano come informazioni privilegiate.

Dalla sezione intitolata «Dispositivi generali per abbassare il morale e creare confusione» arriva il seguente semplice consiglio di sabotaggio per eccellenza: «Agisci da stupido».

### Valore del semplice sabotaggio in tempo di guerra
L'Ufficio dei servizi strategici degli Stati Uniti, in seguito ribattezzato CIA, ha notato il valore specifico nel commettere semplici sabotaggi contro il nemico durante la guerra: «... tagliare pneumatici, prosciugare i serbatoi di carburante, appiccare incendi, avviare discussioni, agire stupidamente, cortocircuitare sistemi elettrici, parti di macchine abrasive sprecheranno materiali, manodopera e tempo». Per sottolineare l'importanza del semplice sabotaggio su larga scala, hanno scritto: «La pratica diffusa del semplice sabotaggio molesterà e demoralizzerà gli amministratori e la polizia nemici». L'OSS era anche concentrato sulla battaglia per i cuori e le menti durante la guerra; «la stessa pratica del semplice sabotaggio da parte di indigeni in territorio nemico o occupato può far sì che questi individui si identifichino attivamente con le sforzo bellico delle Nazioni Unite e incoraggiarli ad assistere apertamente nei periodi di invasione e occupazione alleata».

### Nella prima guerra mondiale
Il 30 luglio 1916, l'esplosione di Black Tom si verificò quando agenti tedeschi appiccarono il fuoco a un complesso di magazzini e navi a Jersey City, nel New Jersey, che conteneva munizioni, carburante ed esplosivi destinati ad aiutare gli alleati nella loro lotta.
L'11 gennaio 1917, Fiodore Wozniak, utilizzando uno straccio saturo di fosforo o una matita incendiaria fornita da agenti sabotatori tedeschi, diede fuoco al suo banco di lavoro in un impianto di assemblaggio di munizioni vicino a Lyndhurst, nel New Jersey, provocando un incendio di quattro ore che distrusse mezzo milione di proiettili esplosivi da 3 pollici e l'impianto per un danno stimato di 17 milioni di dollari. Il coinvolgimento di Wozniak non fu scoperto fino al 1927.
Il 12 febbraio 1917, i beduini alleati con gli inglesi distrussero una ferrovia turca vicino al porto di Wajh, facendo deragliare una locomotiva turca. I beduini viaggiavano su cammelli e usavano esplosivi per demolire una parte di binari.

### Dopo la prima guerra mondiale

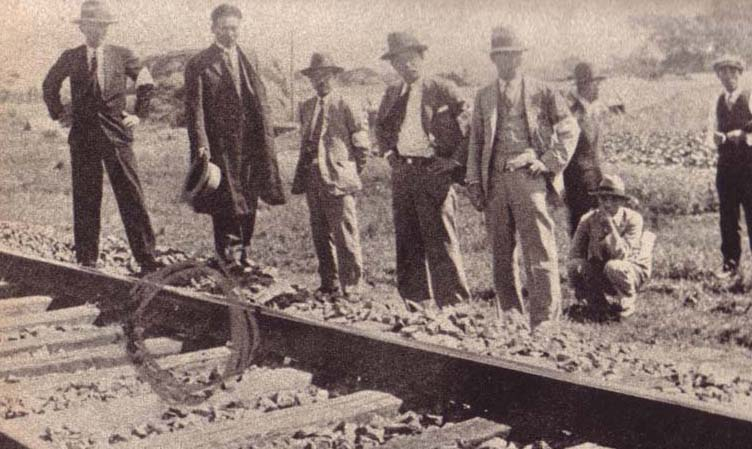
Esperti giapponesi ispezionano la scena del "sabotaggio ferroviario" sulla ferrovia della Manciuria meridionale nel 1931. Il "sabotaggio ferroviario" è stato uno degli eventi che hanno portato all'incidente di Mukden e all'occupazione giapponese della Manciuria.

In Irlanda, l'esercito repubblicano irlandese (IRA) usò il sabotaggio contro gli inglesi dopo la rivolta di Pasqua del 1916. L'IRA ha compromesso le linee di comunicazione e le linee di trasporto e le forniture di carburante. Ha anche impiegato il sabotaggio passivo, con i lavoratori portuali e ferroviari che si rifiutavano di lavorare su navi e vagoni ferroviari utilizzati dal governo. Nel 1920, agenti dell'IRA commisero un incendio doloso contro almeno quindici magazzini britannici a Liverpool. L'anno successivo, l'IRA ha nuovamente appiccato il fuoco a numerosi obiettivi britannici, inclusa la Dublin Customs House, questa volta sabotando la maggior parte dei camion dei pompieri del Liverpool nelle caserme dei pompieri prima di accendere le partite.

### Nella seconda guerra mondiale

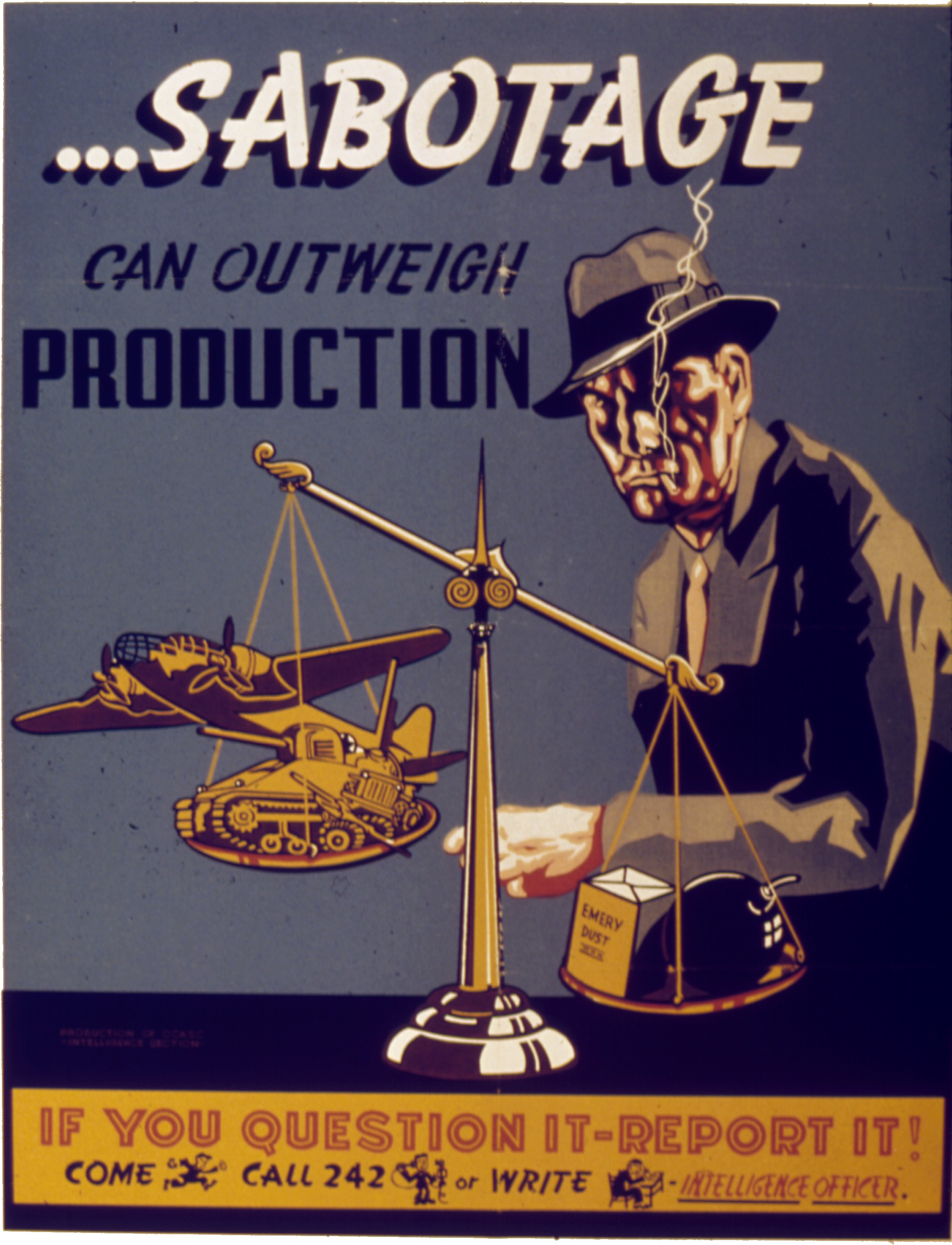
«Il sabotaggio può superare la produzione». Poster degli Stati Uniti dell'epoca della seconda guerra mondiale, utilizzato per incentivare le persone a riferire alle autorità sospetti sabotaggi.

Il tenente colonnello George T. Rheam era un soldato britannico, che gestì Brickendonbury Manor (un villaggio nella parrocchia civile di Brickendon Liberty nel distretto dell'East Hertfordshire a circa 4,8 km a sud della città della contea di Hertford) dall'ottobre 1941 al giugno 1945 durante la seconda guerra mondiale, che era la stazione XVII dello Special Operations Executive (SOE), che addestrava specialisti per il SOE. Rheam ha innovato molte tecniche di sabotaggio ed è considerato da MRD Foot il «fondatore del moderno sabotaggio industriale».
L'addestramento al sabotaggio per gli alleati consisteva nell'insegnare agli aspiranti sabotatori i componenti chiave delle macchine funzionanti da distruggere. «I sabotatori hanno appreso centinaia di piccoli trucchi per causare grossi guai ai tedeschi. I cavi in una scatola di derivazione del telefono... potrebbero essere confusi per fare i collegamenti sbagliati quando vengono composti i numeri. Poche once di plastico, posizionate correttamente, potrebbero far cadere un ponte, una caverna in un pozzo minerario o far crollare il tetto di un tunnel ferroviario». 

Poster degli Stati Uniti dell'epoca della seconda guerra mondiale, redatto dall'FBI, utilizzato per incentivare le persone a riferire alle autorità sospetti sabotaggi.

Durante la seconda guerra mondiale, gli alleati commisero un sabotaggio contro la fabbrica di camion Peugeot. Dopo ripetuti fallimenti nei tentativi di bombardamento alleato di colpire la fabbrica, una squadra di combattenti della Resistenza francese e agenti dello Special Operations Executive (SOE) ha distratto le guardie tedesche con una partita di calcio mentre parte della loro squadra è entrata nello stabilimento e ha distrutto macchinari.
Nel dicembre 1944, i tedeschi eseguirono un'infiltrazione di sabotaggio sotto falsa bandiera, l'operazione Greif, comandata dal comandante delle Waffen-SS Otto Skorzeny durante la battaglia delle Ardenne. I commando tedeschi, che indossavano uniformi dell'esercito americano, trasportavano armi dell'esercito americano e utilizzando veicoli americani, penetrarono nelle linee statunitensi per diffondere panico e confusione tra le truppe statunitensi e per far saltare in aria ponti, depositi di munizioni e depositi di carburante e per interrompere le linee di comunicazione. Molti dei commando furono catturati dagli americani. Poiché indossavano uniformi statunitensi, un certo numero di tedeschi furono giustiziati come spie, sommariamente o dopo commissioni militari.

### Dopo la seconda guerra mondiale

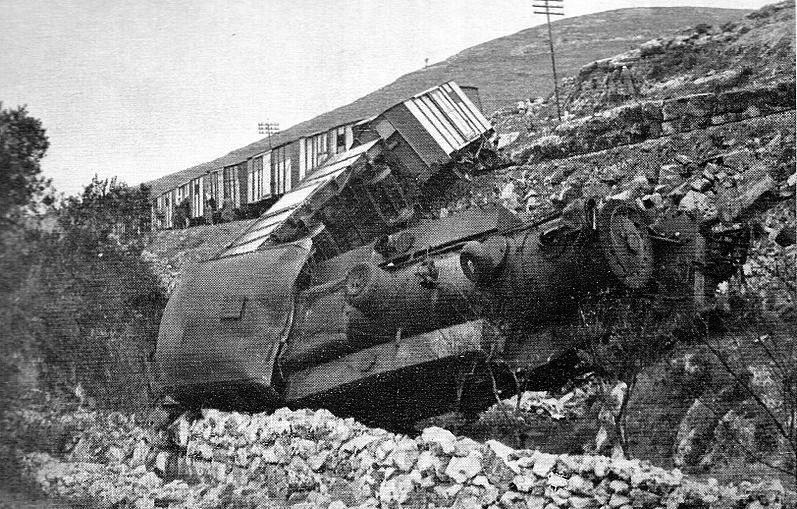
Locomotiva a vapore classe K 2-8-4T della Palestina Railway e treno merci sulla linea Jaffa e Gerusalemme, dopo essere stato sabotato dalle forze paramilitari ebraiche nel 1946.

Dal 1948 al 1960, i comunisti malesi commisero numerosi efficaci atti di sabotaggio contro le autorità coloniali britanniche, prima prendendo di mira i ponti ferroviari, poi colpendo obiettivi più grandi come i campi militari. La maggior parte dei loro sforzi aveva lo scopo di indebolire l'economia coloniale della Malesia e prevedeva il sabotaggio contro treni, condutture dell'acqua e linee elettriche. Gli sforzi di sabotaggio dei comunisti ebbero un tale successo che causarono contraccolpi tra la popolazione malese, che gradualmente ritirò il sostegno al movimento comunista quando i loro mezzi di sussistenza furono minacciati.
Nella Palestina Mandataria dal 1945 al 1948, i gruppi ebraici si opposero al controllo britannico. Sebbene tale controllo dovesse cessare secondo il Piano di spartizione delle Nazioni Unite per la Palestina nel 1948, i gruppi usarono il sabotaggio come tattica di opposizione. L'Haganah ha concentrato i suoi sforzi sui campi utilizzati dagli inglesi per ospitare i rifugiati e sulle installazioni radar che potevano essere utilizzate per rilevare le navi di immigrati illegali. La Stern Gang e l'Irgun usarono il terrorismo e il sabotaggio contro il governo britannico e contro le linee di comunicazione. Nel novembre 1946, l'Irgun e la Stern Gang attaccarono una ferrovia ventuno volte in un periodo di tre settimane, provocando infine lo sciopero dei ferrovieri arabi sotto shock. La sesta divisione aviotrasportata è stata chiamata a fornire sicurezza come mezzo per porre fine allo sciopero.

### In Vietnam
I Viet Cong usarono spesso ed efficacemente nuotatori sabotatori durante la guerra del Vietnam. Tra il 1969 e il 1970, i nuotatori sabotatori affondarono, distrussero o danneggiarono 77 risorse degli Stati Uniti e dei loro alleati. I nuotatori Viet Cong erano scarsamente attrezzati ma ben addestrati e pieni di risorse. I nuotatori hanno fornito un'opzione a basso costo/basso rischio con un alto guadagno; la possibile perdita per il paese per fallimento rispetto ai possibili guadagni da una missione di successo ha portato all'ovvia conclusione che i sabotatori dei nuotatori fossero una buona idea.

### Durante la Guerra Fredda
Il 1º gennaio 1984, il ponte Cuscatlan sul fiume Lempa in El Salvador, fondamentale per il flusso del traffico commerciale e militare, è stato distrutto dalle forze di guerriglia usando esplosivi dopo aver usato colpi di mortaio per "disperdere" le guardie del ponte, causando una stima di 3,7 milioni di dollari nelle riparazioni necessarie e con un notevole impatto sugli affari e sulla sicurezza di quello Stato.
Nel 1982 in Honduras, un gruppo di nove salvadoregni e nicaraguensi distrusse una centrale elettrica principale, lasciando la capitale Tegucigalpa senza elettricità per tre giorni.

## Come crimine
Alcuni criminali hanno compiuto atti di sabotaggio per motivi di estorsione. Ad esempio, Klaus-Peter Sabotta ha sabotato le linee ferroviarie tedesche alla fine degli anni '90 nel tentativo di estorcere 10 milioni di DM all'operatore ferroviario tedesco Deutsche Bahn. Venne poi condannato all'ergastolo. Nel 1989, l'ex detective di Scotland Yard Rodney Whitchelo è stato condannato a 17 anni di carcere per aver sabotato prodotti alimentari per bambini Heinz nei supermercati, in un tentativo di estorsione al produttore di alimenti.

## Come azione politica
Il termine sabotaggio politico è talvolta usato per definire gli atti di un campo politico per interrompere, molestare o danneggiare la reputazione di un avversario politico, di solito durante una campagna elettorale, come durante il Watergate. Le campagne diffamatorie sono una tattica comunemente usata. Il termine potrebbe anche descrivere le azioni e le spese di enti privati, società e organizzazioni contro leggi, politiche e programmi approvati o emanati democraticamente.
Dopo la fine della Guerra Fredda, gli archivi Mitrokhin furono declassificati, poiché includevano piani dettagliati del KGB di misure attive per sovvertire la politica nelle nazioni opposte.

### In un colpo di Stato
Il sabotaggio è uno strumento cruciale del colpo di Stato riuscito, che richiede il controllo delle comunicazioni prima, durante e dopo la messa in scena del colpo di Stato. Il semplice sabotaggio contro le piattaforme di comunicazione fisica utilizzando tecnici semi-qualificati, o anche quelli addestrati solo per questo compito, potrebbe effettivamente mettere a tacere il governo bersaglio del colpo di Stato, lasciando lo spazio della battaglia dell'informazione aperto al predominio dei leader del colpo di Stato. Per sottolineare l'efficacia del sabotaggio, «un solo tecnico cooperativo potrà temporaneamente mettere fuori combattimento una stazione radio che altrimenti richiederebbe un assalto su vasta scala».
Le ferrovie, dove sono strategicamente importanti per il regime contro il colpo di Stato, sono i primi bersagli del sabotaggio: se una sezione del binario viene danneggiata, intere porzioni della rete di trasporto possono essere fermate fino a quando non viene riparata.

## Usi derivati

### Sabotaggio radio
Una radio di sabotaggio era una piccola radio a due vie progettata per essere utilizzata dai movimenti di resistenza durante la seconda guerra mondiale (e anche dopo la guerra) spesso utilizzata da esploratori e simili.

### Cybotage
Arquilla e Rondfeldt, nel loro lavoro intitolato Networks and Netwars, differenziano la loro definizione di "netwar" da un elenco di "sinonimi alla moda", tra cui "cybotage", un portmanteau dalle parole "sabotaggio" e "cyber". Soprannominano i praticanti del cybotage "cyboteurs" e notano che mentre tutto il cybotage non è netwar, alcuni netwar sono cybotage.

### Contro-sabotaggio
Il contro-sabotaggio, definito dal Webster's Dictionary, è «controspionaggio progettato per rilevare e contrastare il sabotaggio». La definizione del Dipartimento della Difesa degli Stati Uniti, che si trova nel Dizionario dei termini militari e associati, è «azione progettata per rilevare e contrastare il sabotaggio».

#### Nella seconda guerra mondiale
Il suddito britannico Eddie Chapman, addestrato dai tedeschi nel sabotaggio, divenne un doppiogiochista per gli inglesi. L'Abwehr tedesco incaricò Chapman di distruggere l'impianto principale della British de Havilland Company che produceva l'eccezionale bombardiere leggero Mosquito, ma richiese prove fotografiche dal loro agente per verificare il completamento della missione. Un'unità speciale dei Royal Engineers nota come Magic Gang ha coperto lo stabilimento de Havilland con pannelli di tela e mobili in cartapesta sparsi e pezzi di muratura attorno a tre generatori giganti rotti e bruciati. Le foto dell'impianto scattate dall'alto riflettevano la devastazione della fabbrica e una missione di sabotaggio riuscita, e Chapman, in qualità di doppio agente di sabotaggio britannico, ha ingannato i tedeschi per tutta la durata della guerra.

### Autosabotaggio
In psicologia, l'autosabotaggio è definito come un comportamento che mina i propri risultati esistenti o potenziali.